# Papperspigment
Papperspigment används inom pappersindustrin som bestryknings- och fyllmedel i de flesta typer av papper, papp och kartong. Två exempel på kalkstensbaserade papperspigment är PCC och GCC. Tillsatserna höjer papprets kvalitet (till exempel skrivegenskaper, glans, opacitet och vithet). Papper innehåller därför ofta betydande mängder mineral. 
För kalkstensråvara till GCC och PCC är framför allt ljus färg, renhet och jämn kvalitet avgörande. 
- PCC står för Precipitated calcium carbonate och är utfällt (och därigenom mycket rent) kalciumkarbonat som framställs av bränd kalksten.

- GCC (Ground calcium carbonate) framställs av finmald obränd kalksten.